# Gianfranco Zigoni
Gianfranco Zigoni (Oderzo, Provincia de Treviso, Italia, 25 de noviembre de 1944) es un exfutbolista italiano. Se desempeñaba en la posición de centrocampista.

## Selección nacional
Fue internacional con la selección de fútbol de Italia en una ocasión. Debutó el 25 de junio de 1967, en un encuentro ante la selección de Rumania que finalizó con marcador de 1-0 a favor de los italianos.

## Clubes
| Club             | País   | Año       |
| ---------------- | ------ | --------- |
| Juventus F. C.   | Italia | 1961-1964 |
| Genoa C. F. C.   | Italia | 1964-1966 |
| Juventus F. C.   | Italia | 1966-1970 |
| A. S. Roma       | Italia | 1970-1972 |
| Hellas Verona    | Italia | 1972-1978 |
| Brescia Calcio   | Italia | 1978-1980 |
| U. S. Opitergina | Italia | 1980-1983 |
| Piavon           | Italia | 1983-1987 |

## Palmarés

### Campeonatos nacionales
| Título  | Club           | País   | Año     |
| ------- | -------------- | ------ | ------- |
| Serie A | Juventus F. C. | Italia | 1966-67 |